# Емануил Исаков
Емануил Исаков, известен като Манче Зограф, е български зограф от Българското възраждане, представител на Дебърската художествена школа.

## Биография
Роден е във велешкото село Ораовец. Учи и работи при зографите от големия зографски мияшки род Рензовци. Негови са иконите в храма „Свети Спас“ в родното му село Ораовец. Иконата на Успение Богородично е подписана „Еманоилъ иконописъцъ за душевно спасенїе и тѣлесно здравѣ 1854“. Според Асен Василиев негови ще да са и стенописите в църквата. В пространството над арките в колонадата, разделяща корабите, има изрисувани църкви, едната от които е обозначена „Овава е Прилепската црковъ“. Останалите стенописи в храма са замазани. Към средата на ХХ век някои от надписите все още се четат: на Свети Атанасий „Сей образ приложила его баба Петкана Їосифица“, на Свети Антоний „1854 сей образъ приложила его Дона Дворнишка Ѧневица“, на Света Неделя „Сіе ікона пріложілъ Цоно Ѧковъ за здравѣ ему“, на Свети Илия „1847 сіе ікона приложилъ Велкоте за душа ему“, на Петър и Павел „Сейкона приложілъ Велкоте за детето Петрушъ за душа ему 1847“. Манче Зограф украсява владишкия трон и амвона на храма, който има интересно устройство.
Името на Манче Зограф е споменато в надписа на храма „Света Троица“ във Враня: „Новиѧ храмъ 1859... 5 день Майсторъ Коста Дамѧнов и руки Емануилъ Исковича Зографа от Велесъ“. В храма „Свети Атанасий“ в бабунското село Извор, изписан в 1863 година, до образа на Свети Николай има надпис: „Сей ѡбразъ го направиѧ зуграфите Манче и Петре за нихни споменъ ѿ Ораовецъ“.
От 1857 до 1860 година заедно с брат си Константин Исаков рисуват иконостасните икони в храма „Свети Георги“ в Станишор.